# 山川吉樹
山川 吉樹（やまかわ よしのぶ、1968年2月9日 - ）は、日本の男性アニメーター、アニメーション監督、キャラクターデザイナー。東京都出身。J.C.STAFF所属。旧名は「山川良志信」「山川よしのぶ」「山川世忍」。

## 参加作品

### テレビアニメ
1994年
- メタルファイター・MIKU（原画）

1995年
- NINKU -忍空-（原画）

2000年
- だぁ!だぁ!だぁ!（原画）

2001年
- 学園戦記ムリョウ（原画）

2003年
- デ・ジ・キャラットにょ（キャラクターデザイン・絵コンテ・作画監督）

2005年
- 蟲師（絵コンテ）

2008年
- ゼロの使い魔 〜三美姫の輪舞〜（OP 原画）
- とらドラ!（OP 原画）

2009年
- 初恋限定。（監督・絵コンテ・演出、OP/ED 絵コンテ・演出）

2010年
- のだめカンタービレ フィナーレ（原画）
- 会長はメイド様!（絵コンテ、OP 絵コンテ・演出）
- さらい屋 五葉（絵コンテ）
- 世紀末オカルト学院（原画）

2012年
- キルミーベイベー（監督・絵コンテ・演出、OP/ED 絵コンテ・演出・原画）
- リトルバスターズ!（監督・絵コンテ、OP/ED 絵コンテ・演出）

2013年
- リトルバスターズ! 〜Refrain〜（監督・絵コンテ、OP/ED 絵コンテ・演出）

2014年
- まじもじるるも（絵コンテ）

2015年
- ダンジョンに出会いを求めるのは間違っているだろうか（監督・絵コンテ、OP 絵コンテ、ED 絵コンテ・演出）

2016年
- 斉木楠雄のΨ難（絵コンテ、ED 絵コンテ・演出・原画）

2017年
- スクールガールストライカーズ Animation Channel（ED 絵コンテ・演出・原画）
- アリスと蔵六（絵コンテ・演出・原画）

2018年
- 刀使ノ巫女（絵コンテ）
- ハイスコアガール（監督）

2019年
- まちカドまぞく（ED 絵コンテ・演出・原画）
- ハイスコアガールII（監督）

2020年
- ミュークルドリーミー（絵コンテ）
- とある科学の超電磁砲T（絵コンテ）

2021年
- 死神坊ちゃんと黒メイド（監督・絵コンテ・演出）

2022年
- まちカドまぞく 2丁目（ED 絵コンテ・演出・原画）
- 令和のデ・ジ・キャラット（演出協力、OP 絵コンテ・演出）
- 不滅のあなたへ（絵コンテ）

2025年
- ハニーレモンソーダ（絵コンテ）

### 劇場アニメ
- HELLS（2008年、監督、脚本）
- ドラゴンボール超 スーパーヒーロー（2022年、デジタル原画）

### OVA
1993年
- 特捜戦車隊ドミニオン（作画監督・作画監督補佐）

1994年
- KIZUNA -絆-（原画）

1995年
- 未来超獣FOBIA（キャラクターデザイン）
- 超時空世紀オーガス02（原画）
- 魔物ハンター妖子2（作画監督補佐）

2012年
- あくちぇる・わーるど。（監督・キャラクターデザイン・絵コンテ・演出・作画監督）
- ダンタリアンの書架（絵コンテ・演出）

2013年
- キルミーベイベー・スーパー（監督・絵コンテ・演出）

2014年
- リトルバスターズ! EX（監督・絵コンテ・演出）

### Webアニメ
- B：The Beginning（2018年、監督[9]）
- 村井の恋（2024年、監督）